# Karl von Canitz und Dallwitz

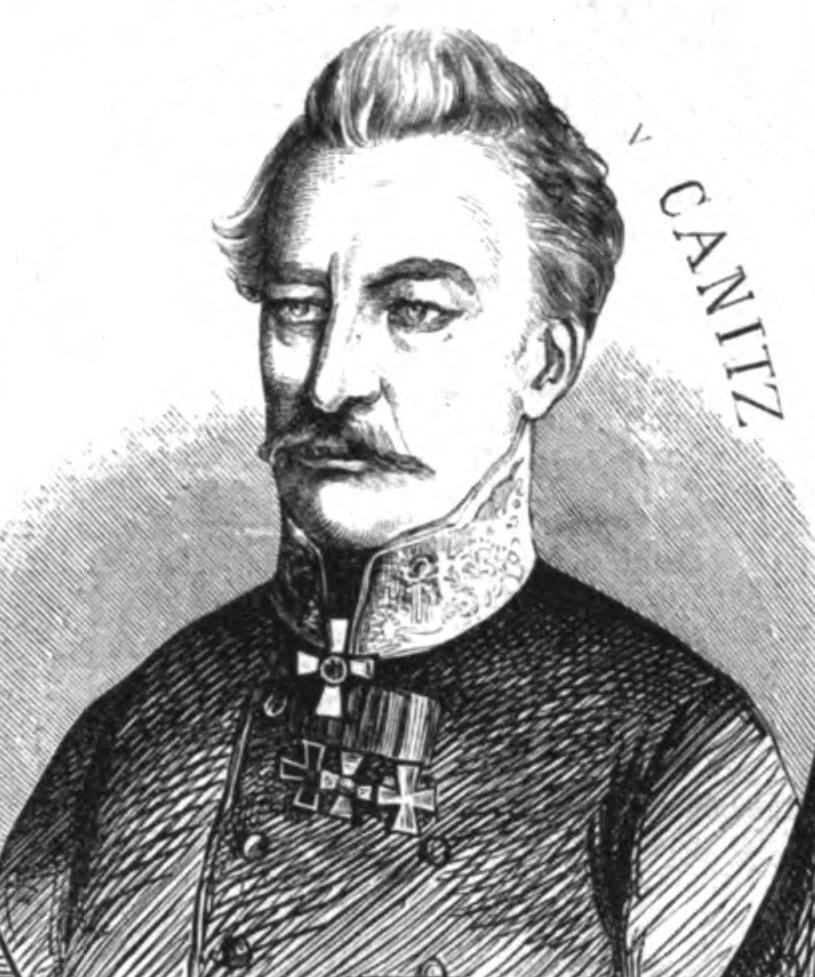
Karl von Canitz und Dallwitz.

Karl Ernst Wilhelm von Canitz und Dallwitz, född den 17 november 1787 i Kassel, död den 25 april 1850 i Frankfurt an der Oder, var en preussisk militär och politiker.
von Canitz und Dallwitz deltog 1807–1813, dels i preussisk, dels i rysk tjänst, i krigen mot Napoleon, blev 1821 lärare vid allmänna krigsskolan i Berlin och sändes 1828 till Konstantinopel att som utomordentligt preussiskt sändebud bemedla en uppgörelse i rysk-turkiska kriget. Efter att ha fullgjort åtskilliga andra diplomatiska uppdrag, bland annat som preussiskt sändebud i Wien 1842–1845, blev han sistnämnda år Bülows efterträdare som utrikesminister och fungerade utan större framgång som sådan till marsdagarna 1848. I maj 1849 sändes han på uppdrag av ministären Brandenburg till Wien för att utverka Österrikes bifall till den trängre förbundsstat Preussen då föreslog, men han måste återvända med oförrättat ärende. Hans Denkschriften utgavs i 2 band 1888.